# Cap festival
 (juillet 2020).
Cap festival est un festival de musique qui a eu lieu de 1995 à 2014 sur le Lévézou, dans le département de l'Aveyron, en France.
Lors de la vidange du lac de Pont-de-Salars, EDF avait alors plusieurs projets d'animations. Parmi eux, un festival, qui sera géré par plusieurs associations d'Arvieu. 2 ans plus tard, il sera repris par le comité des fêtes de Caplongue, puis en 1998, par Boulègue en Lévezou. De Caplongue à Arvieu, en passant par Comps LaGrandville, Flavin, Laclaux, Centrès et enfin le Vibal.[réf. nécessaire]

## Programmation
| - La chanson du Dimanche - Hocus Pocus - Dub Inc. - Cellule X - Comodor64 - DJ Psuhit - Carmen Maria Vega - Thomas Dutronc - Shantel & le Bucovina Club Orchestra | - doMb - La chose - DJ Kaldosh - Annie Cody - DJ Troll - Spi & La Gaudriole - The Pepper Pots - Transmonde Sound System - Samba resille |

| - Didier Super - Java vs McAnuff - Burning Heads - DJ Zebra - Samzara - Simeo - Idir - Les Chevals - Balkan Beat Box | - Missil - Radical Selectaz - Magyd Cherfi - Mamy Wata - Delinquante - Hurlements d'Léo |

| - En voiture simone - Da Silva - Israel Vibration - Strup X - Roots Muffin Job - Gus Buster Meets London'69 - Kosk - Maria Dolores - Olivia Ruiz - Desert Rebel | - Smooth - La Sauce à Charly - Imhotep d'IAM - Junior Cony - Un Bruit Qui Court - Wally - Les Bombes 2 Bal - Besh O Drom - Sortie De Route |

| - Syrano - Toots and the Maytals - La Phaze - Moleque De Rua - Amadou & Mariam - Seeed - Svinkels - Guillaume Aldebert - Femmouzes T. - Louis Bertignac |

| - Stanley Beckford - Astonvilla - Sidilarsen - In delirium - Poups - Jungle style - Loud break - Live machine - Ba Cissoko - Bénabar - The Cat Empire | - Lennox Dread & Piratedub - Les Allumes du Pouce - Dubaddiktiv - Dub & u.k. Steppa - Potanah sound system - Mad max - Mr lezard - Poum Tchack - Les Ogres de Barback - La Fanfare du Belgistan - Wellen & Antwan |

| - Lagony - Amparanoïa - Gnawa Njoum Experience From Essaouira - Uht - No Bluff Sound - Post Comfort Dub System - Kookaboora Sound System - Satori - Tmlp & Terre Happy - Ceux qui marchent debout | - Philippe Prohom - Les Tambours du Bronx - Jim Murple Memorial - Laurent Atmös - Loop - Cobalt - Kookaboora Sound System - 17 Hippies - Les Hurlements d'Léo - La Rue Kétanou - Les Touffes Kretiennes |

| Date : 16, 17 et 18 août 2002 Lieu : Comps-Lagrandville - Les Amis d'ta femme - Mass Hysteria - La Ruda Salska - lab° - Jeff Zima - Mory Kanté - Spook & The Guay - Dub Incorporation - Boukovo - Les Ogres de Barback - Les Hurlements d'Léo | Date : 17, 18 et 19 août 2001 Lieu : Comps-Lagrandville - Les Amis d'ta femme - Alter And Co - Mickey 3D - K2R Riddim - High Tone - Samba Resille - Beverly Jo Scott - Touré Kunda - Freedom For King Kong - Marto's Pikeurs Orkestra - Samba Resille - La Varda - Les Ogres de Barback |

| Date : 18, 19 et 20 août 2000 Lieu : Comps-Lagrandville - Les Fils de Teuhpu - Les Négresses Vertes - Stevo's Teen - Juan Trip - Zéphyrologie - Barrio Chino - Idir - Babylon Circus - JMPZ - Castafiore Bazooka - Zaragraf | Date : 20, 21 et 22 août 1999 Lieu : Arvieu - Red Wings Mosquito Sting - Parabellum - Saï Saï - Nicolas - La Ruda Salska - The Silencers - Rageous G. - Femmouzes T. |

| Date : 21, 22 et 23 août 1998 - John Doe - Red Cardell - Spook & The Guay - Jean-Marie K - The Blues Brothers - Les Jambons - The Roots Muffins - La Talvera - Nadau | Date : 25, 26 et 27 juillet 1997 - Les Bidochons - Rosa la rouge - Gérard Blanchard - Moloko - Macarel Show - Bush Doctor'S - Gâcha Empega |

| Date : 26 juillet 1996 - Roadrunners - Hans Holson - Luc Aussibal - Blankass | Date : 21 juillet 1995 - Daran et les chaises - Fly And The Tox - Blue Shadow - Long Shot |